# Nadine Keßler
Nadine Keßler (ur. 4 kwietnia 1988 w Landstuhl, w kraju związkowym Nadrenia-Palatynat, RFN) – niemiecka piłkarka, grająca na pozycji ofensywnego pomocnika.

## Kariera piłkarska

### Kariera klubowa
Wychowanka klubów SV Herschberg, SV Hermersberg, SC Weselberg i 1. FC Saarbrücken. W 2005 rozpoczęła karierę piłkarską w drugoligowym klubie 1. FC Saarbrücken. Latem 2009 została zaproszona do 1. FFC Turbine Potsdam, który występował w Frauen-Bundesliga. W 2011 roku przeniosła się do VfL Wolfsburg, w którym w 2016 zakończyła karierę piłkarską w wieku 28 lat.

### Kariera reprezentacyjna
26 lutego 2010 debiutowała w narodowej reprezentacji Niemiec w meczu z Finlandią. Wcześniej broniła barw juniorskich reprezentacji różnych kategorii wiekowych.

## Sukcesy i odznaczenia

### Sukcesy piłkarskie
1. FC Saarbrücken
- mistrz 2. Frauen-Bundesliga: 2007, 2009
- finalista Pucharu Niemiec: 2008

1. FFC Turbine Potsdam
- mistrz Niemiec: 2010, 2011
- mistrz Ligi Mistrzyń UEFA: 2010
- zdobywca DFB-Hallenpokal der Frauen: 2010

VfL Wolfsburg
- mistrz Niemiec: 2013, 2014
- mistrz Ligi Mistrzyń UEFA: 2013, 2014
- zdobywca Pucharu Niemiec: 2013, 2015

Niemcy
- mistrz Europy U-19: 2006, 2007
- mistrz Europy: 2013
- zdobywca Algarve Cup: 2014

### Sukcesy indywidualne
- Piłkarka Roku na Świecie: 2014
- UEFA Najlepsza Zawodniczka w Europie: 2014
- IFFHS World's Women Best Playmaker: 2014